# Durbe
Durbe (ryska: Дурбе) är en ort i Lettland. Den ligger i den västra delen av landet, 170 km väster om huvudstaden Riga. Durbe ligger 45 meter över havet och antalet invånare är 454.
Terrängen runt Durbe är platt, och sluttar västerut. Runt Durbe är det glesbefolkat, med 11 invånare per kvadratkilometer. Närmaste större samhälle är Grobiņa, 13,7 km väster om Durbe. Trakten runt Durbe består till största delen av jordbruksmark.